# Turk Broda
Walter Edward „Turk“ Broda (* 15. Mai 1914 in Brandon, Manitoba; † 17. Oktober 1972) war ein kanadischer Eishockeytorwart und -trainer, der von 1936 bis 1952 für die Toronto Maple Leafs in der National Hockey League spielte.

## Karriere
Torontos General Manager Conn Smythe verpflichtete 1936 für die Rekordsumme von 8.000 US-Dollar den 22-jährigen Turk Broda von den Detroit Olympics aus der International Hockey League. Seine Zeit bei den Leafs wurde nur durch zwei Jahre Kriegsdienst unterbrochen. In der regulären Saison war Broda ein großer Rückhalt für Toronto, was 62 Shutouts beweisen, seine stärkste Zeit hatte er jedoch in den Play-offs. Mit 13 Play-off-Shutouts und einem Gegentorschnitt von 1,98 verhalf er den Leafs zu fünf Stanley-Cup-Gewinnen. Nach Beendigung seiner Spielerkarriere war Broda in der Funktion als Cheftrainer tätig. 1955 und 1956 gewann er mit den Toronto Marlboros aus der Ontario Hockey Association den Memorial Cup. Später stand der Kanadier unter anderem auch bei den London Nationals aus der OHA hinter der Bande.
1967 wurde er mit der Aufnahme in die Hockey Hall of Fame geehrt.

## Auszeichnungen
- First All-Star Team: 1941 und 1948
- Second All-Star Team: 1942
- Vezina Trophy: 1941 und 1948

## Rekorde
- 3 Shutouts in einer Playoff-Serie (1950 Maple Leafs - Red Wings; 7 Spiele) gemeinsam mit 11 anderen Spielern.